# دیتر گونشورک
دیتر گونشورک (انگلیسی: Dieter Gonschorek؛ زادهٔ ۱۹ سپتامبر ۱۹۴۴) دوچرخه‌سوار اهل آلمان است. وی در بازی‌های المپیک تابستانی ۱۹۷۲ شرکت کرده است.